# Почтовые индексы в Литве

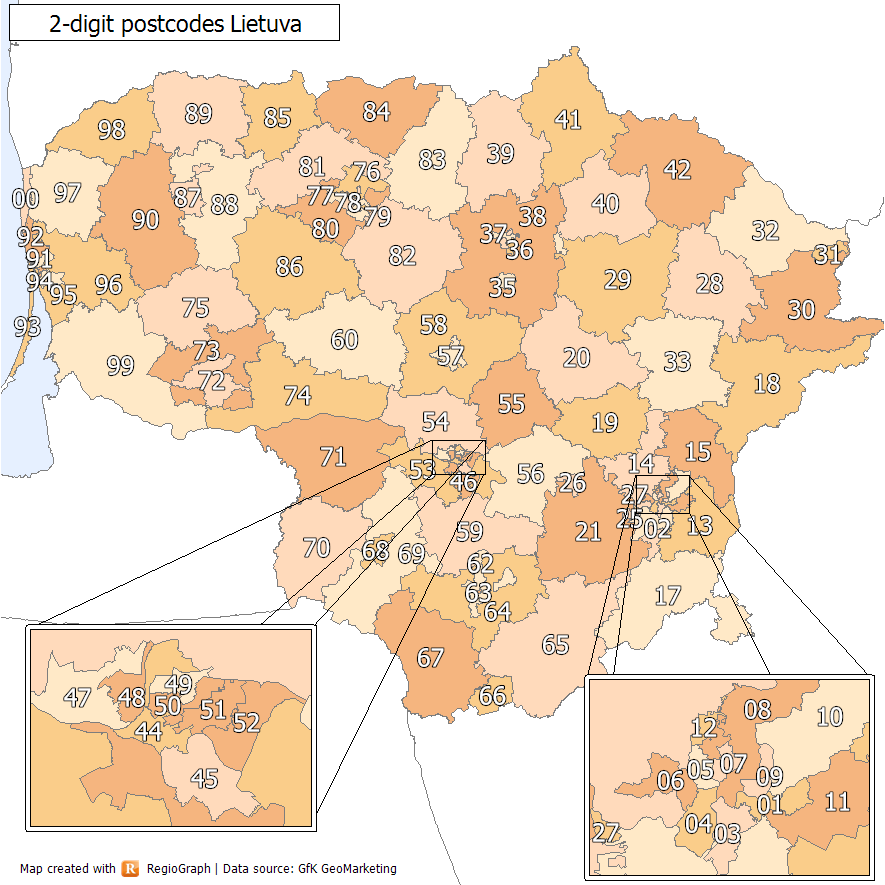
Двузначные почтовые зоны Литвы (определяются по первым двум цифрам почтового индекса)

Почтовые индексы Литвы представляют собой систему пятизначных цифровых кодов, применяемых в почтовом обслуживании на территории Литвы.

## Описание
При указании почтового индекса на корреспонденции разрешено добавление двузначного буквенного префикса LT (в соответствии со стандартом ISO 3166-1 alpha-2), но его использование не считается обязательным. С учётом этого формат почтового индекса может выглядеть как LT-NNNNN или просто NNNNN, где NNNNN — соответствующая комбинация цифр пятизначного индекса.

## История
В 1970 году на всей территории СССР, включая Литовскую ССР, были введены шестизначные почтовые индексы (23NNNN).